# Bedotia madagascariensis
Bedotia madagascariensis е вид лъчеперка от семейство Bedotiidae. Видът е почти застрашен от изчезване.

## Разпространение
Разпространен е в Мадагаскар.

## Описание
На дължина достигат до 8,6 cm.
Популацията на вида е намаляваща.